# Contea di Hamilton (Indiana)
La contea di Hamilton (in inglese Hamilton County) è una contea dello Stato dell'Indiana, negli Stati Uniti. La popolazione al censimento del 2000 era di 182 740 abitanti. Il capoluogo di contea è Noblesville.